# Chaintrix-Bierges
Chaintrix-Bierges ist eine französische Gemeinde mit 344 Einwohnern (Stand 1. Januar 2022) im Département Marne in der Region Grand Est (vor 2016 Champagne-Ardenne). Sie gehört zum Arrondissement Épernay (bis 2017 Châlons-en-Champagne) und zum Kanton Vertus-Plaine Champenoise.

## Lage
Chaintrix-Bierges liegt etwa 28 Kilometer südöstlich von Épernay. Umgeben wird Chaintrix-Bierges von den Nachbargemeinden Vouzy im Norden, Vélye im Osten und Südosten, Trécon im Süden sowie Villeneuve-Renneville-Chevigny im Westen und Nordwesten.

## Bevölkerungsentwicklung
| Jahr                       | 1962 | 1968 | 1975 | 1982 | 1990 | 1999 | 2006 | 2011 | 2018 |
| -------------------------- | ---- | ---- | ---- | ---- | ---- | ---- | ---- | ---- | ---- |
| Einwohner                  | 282  | 310  | 288  | 525  | 532  | 227  | 245  | 302  | 334  |
| Quellen: Cassini und INSEE |      |      |      |      |      |      |      |      |      |

## Sehenswürdigkeiten
- Kirche La Nativité-de-la-Vierge von 1844